# إدي ماي
إدي ماي (بالإنجليزية: Eddie May)‏ (30 أغسطس 1967 بإدنبرة في المملكة المتحدة - ) هو مدرب كرة قدم ولاعب كرة قدم بريطاني في مركز الوسط. شارك مع منتخب اسكتلندا تحت 21 سنة لكرة القدم. أما مع النوادي، فقد لعب مع دونفرملين أثلتيك ونادي برينتفورد ونادي فالكيرك ونادي ماذرويل ونادي هيبرنيان ونادي أردريونيانز وWestern Knights SC ‏ وبيرويك راينجرز.

## وصلات خارجية
- إدي ماي على موقع قاعدة بيانات كرة القدم.إي يو (الإنجليزية)